# KERIS
KERIS (Korea Education & Research Information Service, Serviço Coreano de Informação de Educação e Investigação ) e, coreano 한국교육학술정보원, é uma organização não governamental do Ministério da Educação, Ciência e Tecnologia, que desenvolve, propõe e aconselha sobre as políticas governamentais atuais e futuras iniciativas relacionados com a educação na Coreia do Sul.
Seu foco atual é o desenvolvimento das TIC nos sistemas educativos na Coreia e no exterior. KERIS trabalha com organizações internacionais como o Banco Mundial e a UNESCO para o apoio das nações em desenvolvimento a melhorar sua infraestrutura e implementação das TIC. 
Além de políticas e propostas, Keris fornece aos educadores e ao público serviços educativos, tais como a Serviço Nacional de Informações para a Educação (National Education Information Service, NEIS) - neis.go.kr, o Sistema do Serviço de Informação de Investigação (Reseach Information Service System, RISS) - riss4u.net, o Serviço Nacional de Educação (National Education Service System, EDUNET) - edunet.net, e o Courseware aberto da Coreia (Korea Open Courseware, KOCW) - kocw.net.

## História
KERIS foi criado pela Lei KERIS (Estatuto No. 5,685)  no 22 de abril de 1999. KERIS surgiu através da consolidação do Centro de Educação Multimedia coreano (Korean Multimedia Education Center, KMEC) e do Centro informações de investigação da Coreia (Korea Research Information Center, KRIC). 

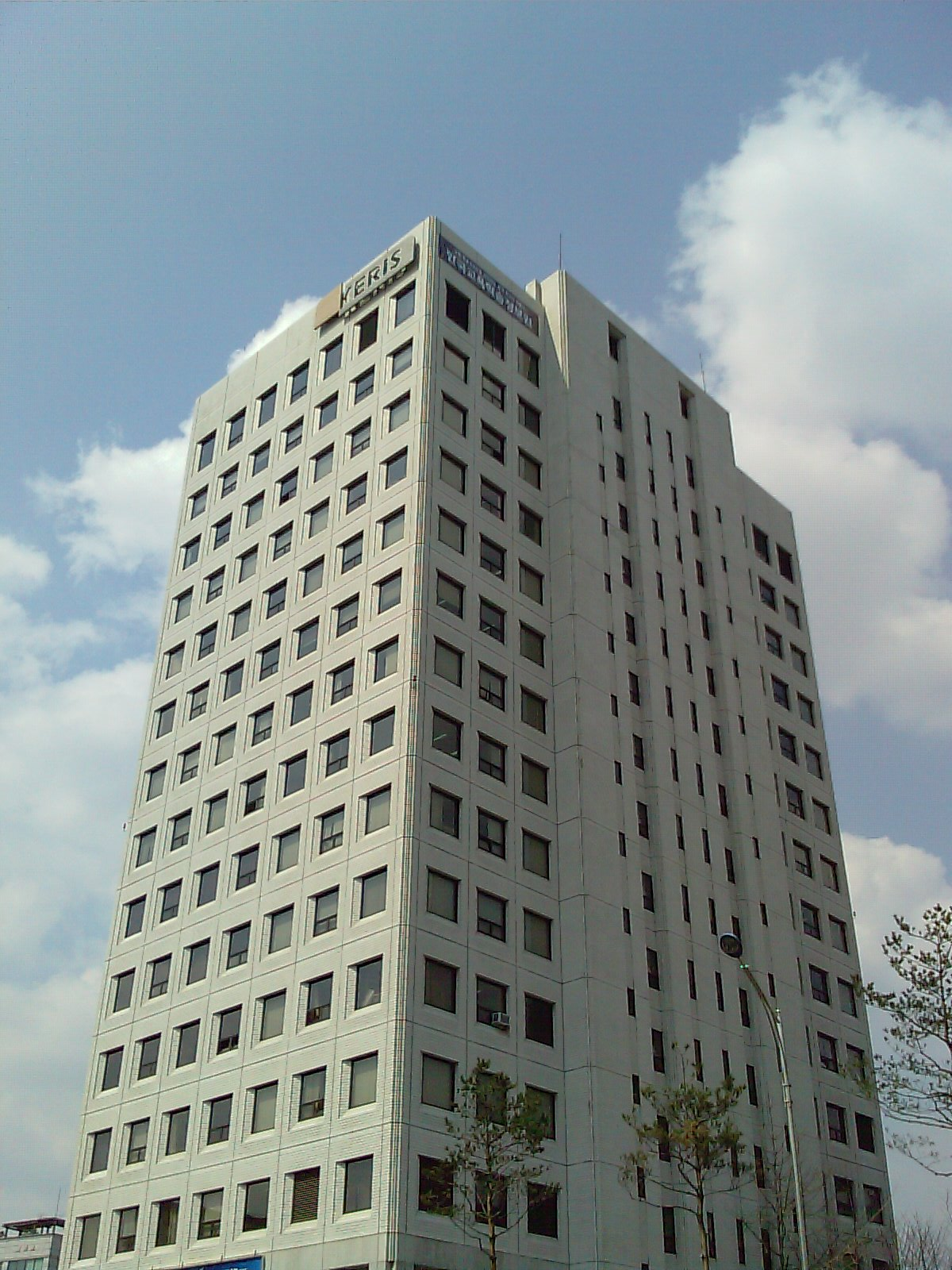
KERIS - Prédio localizado na área do Estádio Dongdaemun, em Seul, na Coreia do Sul.

| Setembro 1996  | O primeiro serviço completo de ensino na Coreia, EDUNET é lançado. |
| Maio de 1998   | O primeiro Sistema de Serviço de Informações de Investigação (RISS) lançado. |
| Janeiro 1999   | A lei coreana de Educação Serviço de Informações de Investigação é aprovada. KRIC e KMEC são consolidadas em KERIS.                                                               |
| Agosto 2000    | KERIS fornece guias educacionais para escolas primárias e secundárias sobre o uso das TIC.                                                                                        |
| Março de 2001  | KERIS é atribuído como o "Centro Nacional de Ensino e Investigação " do Ministério da Informação e Comunicação.                                                                   |
| Abril 2002     | EDUNET alcança 5 milhões de assinantes. |
| Abril 2002     | KERIS e designado como Centro de Operações Nacionais para o Sistema Nacional de Informações de Educação (NEIS) pelo Ministério da Educação e Desenvolvimento de Recursos Humanos. |
| Maio de 2002   | O Sistema Nacional de Intercâmbio de Recursos é lançado. |
| Novembro 2002  | O Sistema Nacional de Apoio para a Biblioteca Virtual é lançado. |
| Maio 2003      | Número de usuários do RISS é superior a 0,5 milhões. |
| Novembro 2003  | 100% de todas as Universidades e Institutos de Investigação na Coreia são integrados no RISS.                                                                                     |
| Fevereiro 2008 | Abertura do Centro de Educação para a Segurança Cibernética (ECSC). |
| Junho 2008     | Dr. Du.k-Hoon Kwak toma posse como o quinto presidente de KERIS. |
| Setembro 2008  | Projeto para iniciar a consulta com o Uzbequistão. |
| Novembro 2008  | Início da campanha "Clean & Green Education". |
| Dezembro 2008  | Fundação da publicação de informação da Educação. |
| Abril 2009     | Início do estudo de viabilidade do Projeto de Informatização da Educação na Colômbia.                                                                                             |
| Dezembro 2009  | Dr. Se-Chun Yeoung toma posse como o sexto Presidente de KERIS. |

## Missão
A missão estabelecida de KERIS é desenvolver recursos humanos através de e-Learning, ganhar novamente a confiança pública na educação, estabelecer as bases para uma sociedade baseada no conhecimento e na informação através da ativação de e-learning, e melhorar a competitividade nacional nas áreas da educação e da investigação através da digitalização das academias. KERIS trabalha para atingir esses objetivos através de lidar com múltiplas tarefas e projetos. 

### Tarefas
- Melhorar a qualidade da educação pública e desenvolvimento de recursos humanos através de sistemas de suporte para e-learning (aprendizagem eletrônico ou educação à distãncia).
- Operação e Administração do Sistema Nacional de Informações de Educação (NEIS), que é um sistema integrado desenvolvido para fornecer acesso à informação administrativa de escolas de toda a nação.
- Gestão do Centro Nacional de Ensino e Aprendizagem (EDUNET), um serviço de informação educacional que permite que todos os professores, estudantes e cidadãos tenham acesso a informações valiosas de ensino e aprendizagem.
- Gestão do Sistema de Informação para a Investigação (RISS), um serviço de troca de informações que fornece acesso a uma fonte de informações, textos educativos, artigos de jornal e tese na Coreia e no exterior .
- Revisão dos formato de padronização de metadados 2,0 KEM para promover o intercâmbio ea divulgação de informações educacionais e promover a investigação.
- Organização e gestão do Centro de Apoio para a Biblioteca Virtual para revitalizar a gestão das bibliotecas escolares.
- Desenvolver, proteger e oferecer conteúdos educacionais para melhorar a metodologia de ensino e aprendizagem.
- Pesquisa e avaliação do estado atual da digitalização das informações educacionais e acadêmicas, e pesquisa e apoio ao desenvolvimento de políticas de educação e a sua aplicação.
- Apoiar o crescimento da informação do setor privado de ensino, mediante a emissão de certificados de qualidade e de exposições de e-learning.
- Suporte para a digitalização das universidades e material educativo.

## Conquistas
- Dezembro de 2004 - Certificação em KOM como o padrão coreano para gerenciamento de metadados na educação (KS X 7001).
- Julho 2005 – Certificado ISO 9001 para o Sistema de Controle de Qualidade de KERIS.
- Outubro 2006 – ISO/IEC 20000 Certificado para o Sistema de gestão e apoio da infraestrutura de RISS e EDUNET
- Dezembro de 2006 - Certificado ISO 9001 no Sistema de Controle de Qualidade KERIS de consulta internacional sobre e-learning.
- Jan 2007 - 1º Prémio da UNESCO para os avanços no domínio das TIC na educação.
- Abril 2007 - Recebeu o IMS Learning Impact Award Platinium.

## Áreas de Trabalho

### Pesquisa e Planejamento
KERIS realiza projetos de pesquisa e planejamento em uma variedade de áreas relacionadas com a política educacional e planejamento na Coreia do Sul. Seus principais abordagens abrangem o desenvolvimento e utilização das TIC na tecnologia da educação, e incluem: Desenvolvimento de Recursos Humanos, o treinamento de professores e administradores de escolas primárias e secundárias, estudos sobre a eficácia das políticas educacionais que estão sendo realizadas e no processo de iniciação e integração de materiais de e-learning e TIC para o sistema de ensino. Através de uma relação estreita com o Ministério da Educação e Desenvolvimento de Recursos Humanos e vários escritórios de ensino, KERIS recebe sugestões, resultados e comentários sobre suas pesquisas e planejamento. 

### e-Learning no ensino

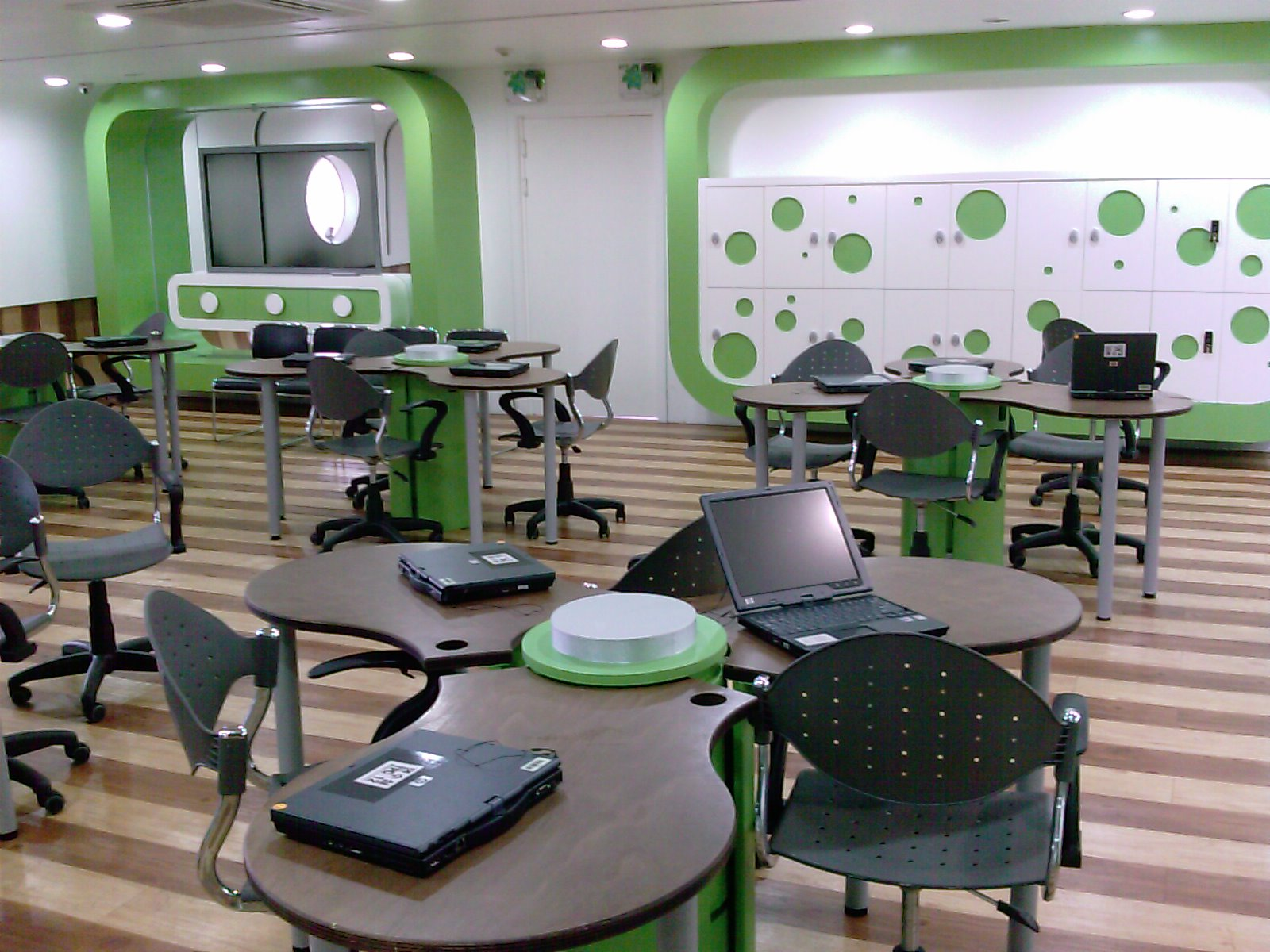
Uma sala de aula utilizando o sistema de aprendizagem ubíqua (u-learning), onde os alunos usam livros eletrônicos através de computadores pessoais. KERIS está atualmente conduzindo uma pesquisa sobre os efeitos deste tipo de ambiente no processo de aprendizagem.

KERIS está envolvido em vários aspectos da aprendizagem electrónica (eLearning) nos esforços para reduzir os custos da educação privada e reforçar o atual sistema educativo. KERIS conduz pesquisas, gera propostas de novas políticas de educação baseado na difusão e adopção de materiais para o uso de e-learning e avaliação de sua eficácia. Além dessas atividades KERIS supervisiona uma variedade de serviços e-learning através da Internet. 
O Centro Nacional de Ensino e Aprendizagem (EDUNET) é um serviço que oferece informações educativas na Coreia do Sul. EDUNET é público, mas é projetado especificamente para apoiar professores e alunos. Criando uma ligação entre o governo central, governos locais e escolas, EDUNET fornece uma variedade de materiais de apoio ao processo de ensino e aprendizagem e oferece vários outros tipos de informação educacional. 
O Sistema Cibernético de Aprendizagem em Casa (Cyber Home Learning System, CHLS) é um serviço oferecido pela Internet que permite aos alunos direcionar seus estudos em casa ou noutros locais fora da escola. Através do CHLS, os alunos podem aprender no seu próprio ritmo, com materiais individualizados e flexíveis para atender às necessidades individuais. 
O Sistema de Apoio a Biblioteca Virtual (Digital Library Support System, DLS) é um sistema baseado na Internet que suporta bibliotecas escolares construídas em áreas metropolitanas e as secretarias de educação da província, no exercício de funções tais como suportar o processo de ensino e de aprendizagem, biblioteca Virtual, e como Centro de Leitura & Cultura. 

### Rede de Investigação e Informação
O Sistema do Serviço de Informação de Investigação (Research Information Service System RISS) é um serviço de troca de informações acadêmicas. Com uma rede de cooperação com as bibliotecas de universidades e instituições relacionadas com o processo educacional, RISS prevê o acesso público a uma fonte de informação, incluindo artigos de jornal, artigos de ensino e tese realizadas dentro e fora do país coreano. 
O objectivo deste serviço é o apoio à competitividade global no campo da pesquisa educacional. O RISS oferece serviços como um catálogo de biblioteca unificada, empréstimo entre bibliotecas e apoio a tese e dissertação, a fim de promover o intercâmbio de informações investigativas. 

### e-Administração
KERIS mantém e opera o Sistema Nacional de Informação da Educação (National Education Information Sytem, NEIS), que é um sistema integrado de e-administração, destinado a melhorar a eficiência das tarefas administrativas gerais da educação, e promover um ambiente de trabalho mais confortável para os professores e fornecer ao público com um novo sistema de distribuição de informações educacionais. NEIS fornece acesso a todas as informações educacionais na Coreia do Sul, através de conectar via Internet todas as escolas primárias e secundárias com vários ramos do governo. 

## Cooperação Internacional
KERIS mantém uma estreita relação de trabalho com instituições de ensino e especialistas de todo o mundo. Para promover a aplicação das TIC na educação, KERIS organizou vários seminários e realiza vários programas de treinamento e projetos de pesquisa. Atualmente KERIS esta realizando vários projetos para a implementação das TIC e do e-learning em vários países em desenvolvimento, incluindo muitos países latino-americanos. KERIS promove o desenvolvimento do capital humano e crescimento económico através da digitalização, aperfeiçoamento e harmonização do sistema de ensino em vários países, eliminando as disparidades educacionais entre as áreas metropolitanas e rurais e entre as classes sociais.

## Páginas Web
- KERIS homepage
- KERIS Archives
- Ministry of Education Science and Technology
- Korean National Education Information Service
- Korean Research Information Service System
- Korean National Education Service System
- Korea Open CourseWare